# Luis María Bonini
Luis María Bonini (Punta Alta, 24 de febrero de 1948-Santiago, 23 de noviembre de 2017) fue un preparador físico, panelista y comentarista deportivo argentino. Acompañó al técnico Marcelo Bielsa por dos décadas en varios clubes de América y España, y en las selecciones de fútbol de Argentina y Chile.

## Carrera deportiva
Abandonó la carrera de Ciencias Económicas en la Universidad del Sur para ser docente de Educación Física. Su profesor Alberto Finger lo llevó a trabajar en el Ateneo de la Juventud, donde daba clases de natación y entrenaba a los juveniles y cadetes.
Se inició como preparador físico en el básquetbol de su país, junto a León Najnudel en el Club Ferro Carril Oeste, siendo parte de la fundación en 1985 de la Liga Nacional de Básquet. A principios de la década de 1980 pasó a la rama del fútbol de Ferro, acompañando al entrenador Carlos Griguol.
Posteriormente pasó a trabajar con el entrenador Marcelo Bielsa, junto a quien dirigió el Club Atlas de Guadalajara (1992-1994), el Club América (1995-1996), 1997 Vélez Sarsfield (1997-1998), el R. C. D. Español (1998), la Selección de fútbol de Argentina (1998-2004), la Selección de fútbol de Chile (2007-2011) y el Athletic Club (2011-2013).
En 2014 fue comentarista deportivo en Televisión Nacional de Chile (TVN) para la Copa Mundial de Fútbol realizada ese año en Brasil y el año siguiente para la Copa América 2015 realizada en Chile. En 2016 llegó al Club Universidad de Chile, para trabajar junto a Sebastián Beccacece, donde trabajó durante cinco meses.

## Muerte
Falleció en la Clínica Santa María de Santiago de Chile, a raíz de una insuficiencia renal y hepática, producto de un cáncer que padecía, a las 03:50 del 23 de noviembre de 2017.